# Hiệp ước cấm thử vũ khí hạt nhân một phần
Hiệp ước Cấm thử vũ khí hạt nhân trong khí quyển, ngoài vũ trụ và dưới nước, đã cấm tất cả vật nổ vũ khí hạt nhân ngoại trừ những thứ được tiến hành ngầm. Nó cũng được viết tắt là Hiệp ước cấm thử nghiệm có giới hạn và Hiệp ước cấm thử hạt nhân, mặc dù sau này có thể cũng tham khảo Hiệp ước cấm thử hạt nhân toàn diện, đã thành công PTBT cho các bên phê chuẩn.
Các cuộc đàm phán ban đầu tập trung vào lệnh cấm toàn diện, nhưng điều này đã bị bỏ qua do các câu hỏi kỹ thuật xung quanh việc phát hiện các thử nghiệm ngầm và mối lo ngại của Liên Xô về sự xâm nhập của các phương pháp xác minh được đề xuất. Động lực cho lệnh cấm thử nghiệm được cung cấp bởi sự lo lắng gia tăng về mức độ thử nghiệm hạt nhân, đặc biệt là thử nghiệm vũ khí hạt nhân mới (bom hydro) và kết quả là bụi hạt nhân. Lệnh cấm thử nghiệm cũng được coi là một biện pháp làm chậm phổ biến hạt nhân và chạy đua vũ trang hạt nhân. Mặc dù hiệp ước này không ngăn chặn sự tăng sinh hoặc chạy đua vũ trang, việc ban hành nó đã trùng khớp với sự suy giảm đáng kể nồng độ các hạt phóng xạ trong khí quyển.
Hiệp ước này đã được ký kết bởi các chính phủ của Liên Xô, Vương quốc Anh và Hoa Kỳ tại Moskva vào ngày 5 tháng 8 năm 1963 trước khi được các nước khác mở để ký. Hiệp ước chính thức có hiệu lực vào ngày 10 tháng 10 năm 1963. Kể từ đó, 123 quốc gia khác đã trở thành thành viên của hiệp ước. Mười quốc gia đã ký nhưng không phê chuẩn hiệp ước.

### Ấn bản
- Ambrose, Stephen E. (1991). Eisenhower: Soldier and President. New York, NY: Simon & Schuster. ISBN 978-0-671-74758-9.
- Burns, Richard Dean; Siracusa, Joseph M. (2013). A Global History of the Nuclear Arms Race: Weapons, Strategy, and Politics – Volume 1. Santa Barbara, CA: ABC-CLIO. ISBN 978-1-4408-0095-5.
- Evangelista, Matthew (1999). Unarmed Forces: The Transnational Movement to End the Cold War. Ithaca, NY: Cornell University Press. ISBN 978-0-8014-8784-2.
- Gaddis, John Lewis (1982). Strategies of Containment: A Critical Appraisal of American National Security Policy during the Cold War. Oxford and New York, NY: Oxford University Press. ISBN 978-0-19-503097-6.
- Gilpin, Robert (1962). American Scientists and Nuclear Weapons Policy. Princeton, NJ: Princeton University Press. ISBN 978-1-4008-7546-7.
- Greene, Benjamin (2006). Eisenhower, Science Advice, and the Nuclear Test-Ban Debate, 1945–1963. Stanford, CA: Stanford University Press. ISBN 978-0-8047-5445-3.
- Jacobson, Harold Karan; Stein, Eric (1966). "Diplomats, Scientists, and Politicians: The United States and the Nuclear Test Ban Negotiations". Michigan Legal Studies Series.
- Pietrobon, Allen. (2016)"The Role of Norman Cousins and Track II Diplomacy in the Breakthrough to the 1963 Limited Test Ban Treaty." Journal of Cold War Studies 18.1 (2016): 60-79.
- Polsby, Nelson W. (1984). Political Innovation in America: The Politics of Policy Initiation. New Haven, CT: Yale University Press. ISBN 978-0-300-03428-8.
- Reeves, Richard (1993). President Kennedy: Profile of Power. New York, NY: Simon & Schuster. ISBN 978-0-671-89289-0.
- Rhodes, Richard (2005). Dark Sun: The Making of the Hydrogen Bomb. New York, NY: Simon & Schuster. ISBN 978-0-684-82414-7.
- Rhodes, Richard (2008). Arsenals of Folly: The Making of the Nuclear Arms Race. New York, NY: Vintage. ISBN 978-0-375-71394-1.
- Risse-Kappen, Thomas (1995). Cooperation Among Democracies: The European Influence on U.S. Foreign Policy. Princeton, NJ: Princeton University Press. ISBN 978-0-691-01711-2.
- Sachs, Jeffrey D. (2013) "JFK and the future of global leadership." International Affairs 89.6 (2013): 1379-1387. online, focuses on American University speech.
- Seaborg, Glenn T. (1981). Kennedy, Khrushchev, and the Test Ban. Berkeley and Los Angeles, CA: University of California Press. ISBN 978-0-520-04961-1.
- Schlesinger, Arthur Meier Jr. (2002). A Thousand Days: John F. Kennedy in the White House. New York, NY: Houghton Mifflin. ISBN 978-0-618-21927-8.
- Strode, Rebecca (1990). "Soviet Policy Toward a Nuclear Test Ban: 1958–1963". Trong Mandelbaum, Michael (biên tập). The Other Side of the Table: The Soviet Approach to Arms Control. New York and London: Council on Foreign Relations Press. ISBN 978-0-87609-071-8.
- Taubman, William (2003). Khrushchev: The Man and His Era. New York, NY: W.W. Norton & Co. ISBN 978-0-393-32484-6.
- Terchek, Ronald J. (1970). The Making of the Test Ban Treaty. The Hague: Martinus Nijhoff. ISBN 978-94-011-8689-6.